# Georg Moller
Georg Moller (født 21. januar 1784 i Diepholz, død 13. marts 1852 i Darmstadt) var en tysk arkitekt.
De fleste af Mollers udførte arbejder findes i Darmstadt. I teatret i Mainz udformede han først den i 19. århundrede yndede type for teaterbygninger, idet han lod bygningens ydre runde sig efter tilskuerpladsens form. I øvrigt tilhørte han den romantiske retning og udarbejdede en række værker om middelalderlige tyske kirker; allerede 1818 publicerede han en af ham genfundet middelalderlig tegning til Kölnerdomen.